# Ryan Fraser
Ryan Fraser (Aberdeen, Skócia, 1994. február 24. –) skót labdarúgó, 2020 óta a Newcastle United FC játékosa.  Pályafutását az Aberdeenben kezdte, és bemutatkozott a skót U19-es és U21-es válogatottban is.

## Pályafutása

### Aberdeen
Fraser 2010 májusában, 16 évesen írta alá első profi szerződését az Aberdeennel. 2010 októberében, a Heart of Midlothian ellen mutatkozott be az első csapatnál. Az igazi áttörést a 2012/13-as szezon első fele hozta meg a számára, 2012 szeptemberében és októberében a hónap legjobb fiataljának is megválasztották. A csapat akkori menedzsere, Craig Brown úgy érezte, hogy az ellenfelek akkora fenyegetést látnak a tehetséges fiatalban, hogy szándékosan megpróbálnak neki sérülést okozni kemény becsúszásokkal. 2012. december 7-én Fraser elutasította az Aberdeen szerződéshosszabbítási ajánlatát.

### Bournemouth
2013. január 18-án három évre szóló szerződést kötött az akkor még az angol harmadosztályban szereplő Bournemouth-szal. A csapat 400 ezer fontot fizetett érte az Aberdeennek. Első szezonjában Fraser tevékenyen hozzájárult ahhoz, hogy a Bournemouth feljutott a másodosztályba.
2015. június 26-án Fraser egy egész szezonra szóló kölcsönszerződést írt alá az Ipswich Townnal.

## Sikerei, díjai

### Bournemouth
- A Football League Championship bajnoka: 2014/15